# Un bel après-midi d'été
Pour plus de détails, voir Fiche technique et Distribution.
Un bel après-midi d'été est un court-métrage écrit et réalisé par Artus de Penguern, sorti en 1995.
Le sous-titre, indiqué dans le générique de début, est Comédie estivale et paranoïaque.

## Synopsis
Quatre amis parisiens passent un après-midi chez un ami à la campagne... mais celui-ci souffre d'un petit souci psychologique à tendance paranoïaque...

## Fiche technique
- Titre : Un bel après-midi d'été
- Sous-titre : Comédie estivale et paranoïaque
- Réalisateur : Artus de Penguern
- Scénariste : Artus de Penguern
- Production : Gloria Films Production
- Durée : 6 minutes 50

## Distribution
- Artus de Penguern : Philippe
- Catherine Jacob : Solange
- Sam Karmann : Maxime
- Élisabeth Vitali : Marie
- Aladin Reibel